# 甘泉園公園
座標: 北緯35度42分42秒 東経139度42分59秒 / 北緯35.711612度 東経139.716298度

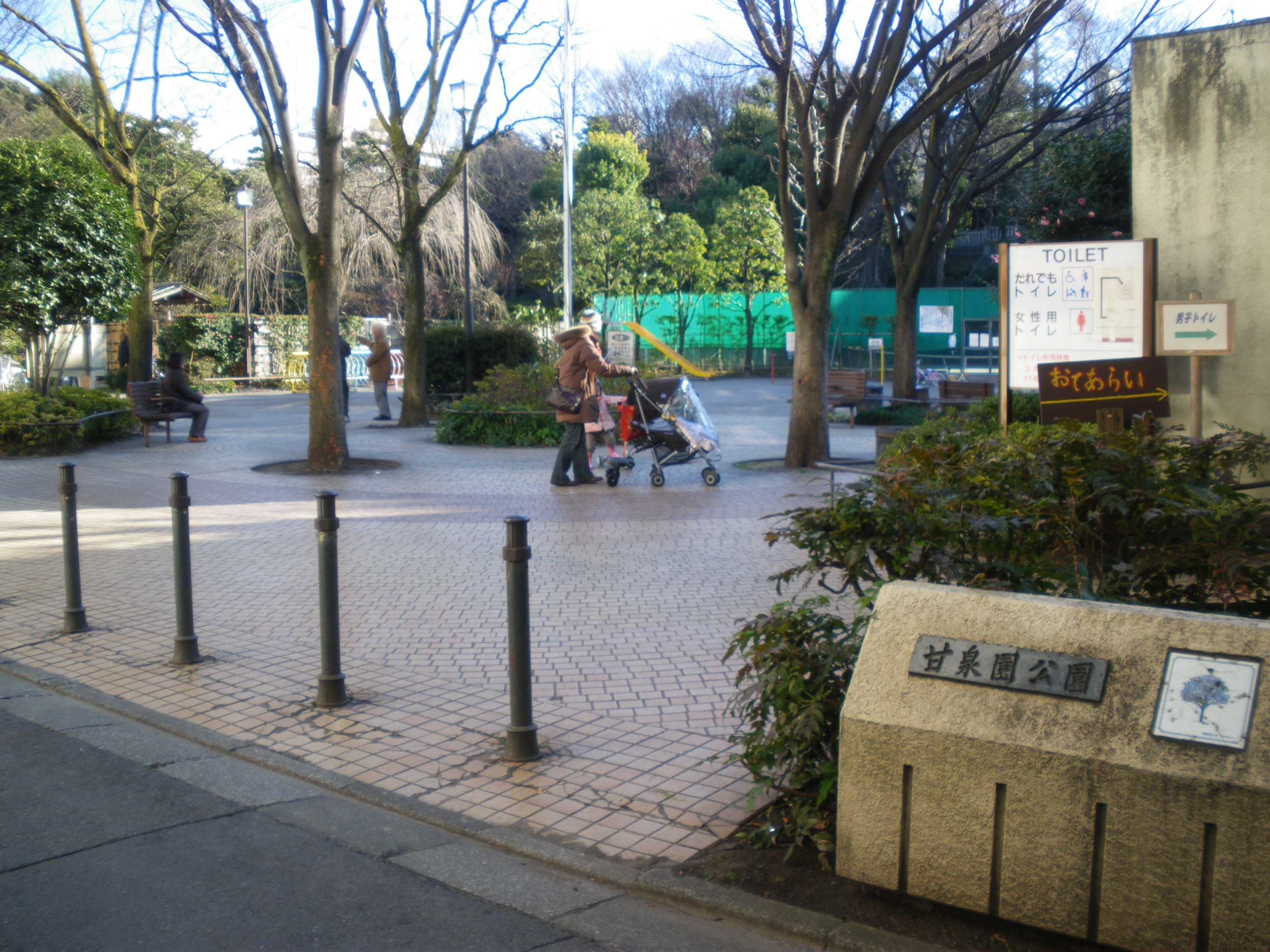
甘泉園公園入口

甘泉園公園（かんせんえんこうえん）は、東京都新宿区西早稲田3丁目（旧・戸塚町1丁目）にある新宿区立の公園である。

## 概要
新宿区立唯一の回遊式庭園である。徳川御三卿の一つ・清水家の下屋敷跡で、現在の水稲荷神社や公務員宿舎甘泉園住宅、都営面影橋住宅（現・パストラルハイム面影橋）などの地もかつてはその一部に含まれていた。良質の水が湧き、その水が茶の湯に使われたことが「甘泉」の名の由来とされている。また、園の名の由来となった泉とは別に、その東側の丘陵のふもとにはもう一つ泉があり、いずれもかつては水量が豊富で、小さな滝になって東西に伸びたひょうたん型の池に流れ込んでいた。池の周囲には、シイやマツ、モミジなどの古木が茂り、起伏にとんだ丘のような地形になっている。園内には塙保己一がその由来を記し文化8年（1811年）秋8月の銘がある「甘泉銘並序」の石碑も残っている（現在は水稲荷神社境内にあるが、1968年までは泉の湧口にあった）。
また、当園は太田道灌の伝説で有名な山吹の里の入口であるとされ、かつて園内の北には「太田道灌駒繋松」があった（現在は1966年11月に植樹された3代目の木が水稲荷神社境内にある）。伝説によると、道灌はそこに馬をつないで蓑を借りに民家を訪れ、「七重八重花は咲けども山吹の実の一つだになきぞ悲しき」の歌を詠んだとされる。ただし、松の木の伝説は後年作られたものであろうと指摘されている。ちなみに、甘泉の名がついた泉は、『江戸名所図会』では「山吹の井」として描かれ、源頼朝が馬の足を冷やしたところと伝えられている。

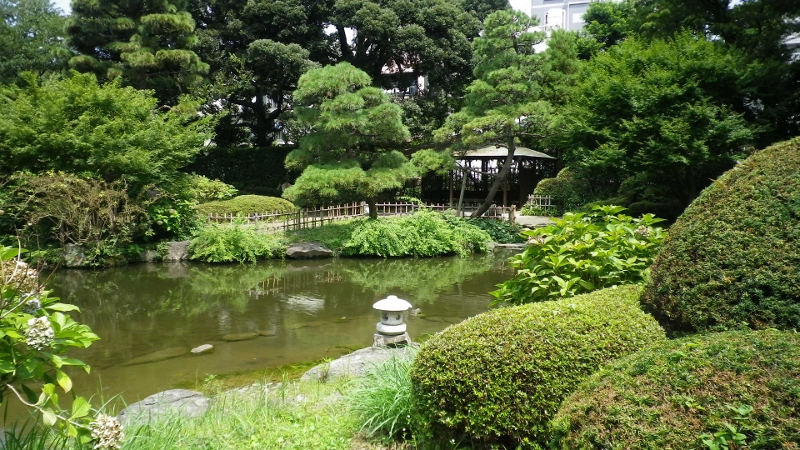
日本庭園

泉は枯れてしまっているが、現在でも大名屋敷の回遊式庭園の面影を多分に残した日本庭園を主体とした公園となっている。冬になると雪吊した樹木を見ることが出来る。

## 歴史
もともと当地は芸州藩下屋敷があったところだが、江戸時代明和年間の1770年頃、徳川御三卿の一つ・清水家の下屋敷となり、地元では「清水屋敷」と呼ばれていた。
1901年7月、当時横浜正金銀行頭取であった相馬永胤が、清水家の当主徳川篤守からその敷地約3万5000坪を4万5000円で買収した。永胤と篤守はコロンビア法律学校留学時代に知り合った友人であった。篤守は、それまでに様々なトラブルに巻き込まれ、また厖大な負債を抱え込んだ末、1899年に爵位を返上しており、売却は清水家の事業と生活のためであったようである。永胤は親友の妻木頼黄に依頼して、9年かけて邸宅と庭園を新築し、1910年12月に移住した。邸宅は「相馬御殿」とも呼ばれた。大正に入る頃には、敷地内に50戸の家作を建設して賃貸した。
永胤死後の1938年、隣接する早稲田大学が永胤の孫相馬勝夫から当地を邸宅ごと買収し、附属甘泉園として学生の遊歩憩いの場とした。壊された邸宅の跡地にはグラウンドが造成され、庭園の周辺にはテニスコートと弓道場が作られた。また、同窓会所有の稲友寮も設けられていた。
1945年5月25日夜の空襲では、戸塚地域一帯が深刻な被害を受けたものの、当園は一切の被害を受けずに終戦を迎えた。
1957年、緑地が少なかった東京都は、当園を公園化する計画を決定し、1959年頃から同大学に交渉をもちかけていた。
1961年、早稲田大学は校舎増築のため、当時文学部校舎（現在の早稲田キャンパス8号館）に隣接していた地元水稲荷神社の境内地約2064坪と、当園の一部（3462坪）の交換を決定した。
他方で、同大学は、既に西大久保に確保していた理工学部の新キャンパス（現在の西早稲田キャンパス）用地に隣接する国家公務員住宅用地約2111坪の払下げを大蔵省に求め、その代わりに当園の一部（グラウンドと弓道場のあった2963坪）を売却したい旨を同省に申し入れていた。
しかし、当園の土地は緑地指定されていたため宅地にできないという事情があったことから、東京都が指定を解除する代わりに、同大学は残った庭園部分を都民公園として譲るということで1962年に合意し、計画が公表された。1963年に水稲荷神社および大蔵省との土地交換は完了した。
だが、財政事情から用地の無期限の無償貸与を求める都と、期限を切っての買収を求める同大学との間で交渉がまとまらず、ようやく1967年に買収が完了する。この間、庭園は管理が野放しとなったため荒れ果て、旧相馬家の茶屋で甘泉亭と呼ばれた四阿も崩れて礎石だけとなっていた。都は四阿を再建して池の護岸を整備、江戸時代の面影を可能な限り復元するための改修工事を行い、付近の土地を合わせて1969年3月に都民公園として一般開放した。同年7月1日をもって新宿区に移管され、現在に至っている。
なお、早稲田大学出身で大正から昭和にかけて同大学で教鞭をとった島田孝一は、1938年に同大が近隣に建設した鋳物研究所（現・各務記念材料技術研究所）が地下水を汲み上げるようになって以来、「甘泉」の名の由来となった泉はばったり枯れて滝とは言えなくなってしまった旨を、1948年に刊行した随筆に記している。その後も泉の水量はますます減少したが、これについては、戦後早稲田通りに地下鉄東西線が建設された際に、地下水脈が遮断されたためではないかと指摘する者もいる。

## アクセスなど
- 東京メトロ東西線早稲田駅より徒歩7分、都電荒川線面影橋停留場より徒歩5分、都営バス甘泉園公園前停留所より徒歩1分、西早稲田停留所より徒歩3分[29]
- 開園時間 - 午前7時から午後７時まで(11月から2月までは午後5時まで)
- 駐車場 - なし
- 入園料 - 無料

## 隣接施設
- 水稲荷神社（戸塚稲荷神社）…元々当神社の敷地も甘泉園の敷地であった。
- 甘泉園住宅…当地も元甘泉園の一部。現在は公務員住宅となっている。